# Ellington (Northumberland)
Ellington è un paese di 2.349 abitanti della contea del Northumberland, in Inghilterra.